# Георг Отс
Гео́рг Ка́рлович Отс (ест. Georg Ots; 1920—1975) — естонський оперний і естрадний співак (ліричний баритон).

## Біографія
Георг Отс народився 21 березня 1920 року в Петрограді. Син народного артиста Естонської РСР співака (тенора) К. Х. Отса.
Навчався у Французькому ліцеї.
В 1939 році він став чемпіоном Естонії з плавання на марафонську дистанцію 1500 метрів, а в 1940-му році — в естафеті 4х200 метрів вільним стилем. Георг Отс закінчив як офіцер талліннське військове училище на Тондо, потім надходить на підготовчий курс військово-технічного училища. Але в 1940 він вступив до Талліннського Технічного Університету, в 1941 році закінчив перший курс як архітектор.
В 1941 році Отс був мобілізований в РСЧА. Отс відплив з Таллінна на пароплаві «Сибір» в Ленінград для зарахування в армійські частини. На кораблях Балтійського флоту курсом на Кронштадт покидали Таллінн захисники міста, поранені, мирні жителі. Для багатьох цей рейс став останнім. Зі 197 кораблів до Кронштадта не дійшли 53.
18 серпня у районі острова Гогланд в «Сибір» потрапила німецька бомба. Отс був підібраний мінним тральником. З Кронштадта пасажирів «Сибіру» пересадили на корабель «Урал» і відправили в Ленінград, а потім потяг повіз його в Зранку, маленьку залізничну станцію за 200 кілометрів від Челябінська. В кінці січня 1942 року його направили у військову частину командиром протитанкового взводу.
З 1944 року артист хору, з 1945 року соліст театру опери та балету «Естонія». В 1951 році закінчив Талліннську консерваторію.
Георг Отс офіційно ніколи не викладав у вищих навчальних музичних навчальних закладах, але виховав ряд учнів, серед яких народний артист Росії Михайло Чуєв.
Депутат Верховної Ради СРСР 9-го скликання.
У квітучому віці Отс захворів раком мозку, переніс 8 операцій, ампутацію очей, але практично до кінця життя продовжував працювати.
Георг Отс помер 5 вересня 1975 року в Таллінні. Похований на Лісовому кладовищі в Таллінні.
Народний артист СРСР (1960), лауреат двох сталінських (1950, 1952) і Державної премії СРСР (1968).

## Творчість
Виконував партії оперет та опер — Онєгін («Євгеній Онєгін» П. І. Чайковського), демон («Демон» А. Рубінштейна), Малатеста («Дон Паскуале» Г. Доніцетті), Ріголетто («Ріголетто», Дж. Верді), Яго («Отелло» Дж. Верді), Олег Кошовий («Молода гвардія» Ю. С. Мейтуса), Данило («Весела вдова» Ф. Легара), Тасілло («Маріца» І. Кальмана) та інші. Крім того, виконував також твори камерної музики, а також пісні радянських і фінських композиторів.
Голос Отса — високий «Онєгінський» баритон великого діапазону, з блискучими потужними верхніми нотами, красивим м'яким тембром. Отс підкоряв слухачів спокійною, дуже благородною академічною манерою співу, великим почуттям гідності, бездоганним смаком, особливою манерою вимови. Отс дуже добре володів російською мовою, але в його мові був легкий акцент, що надавав співу особливу чарівність. При всій своїй незворушності Отс був дуже привабливий, демонстрував почуття гумору там, де це було доречно.
Співак працював у різних жанрах з великим успіхом. Крім баритональних оперних партій Отс блискуче виконував опереткові партії. Особливу популярність йому принесла роль Містера Ікс у фільмі «Містер Ікс» (СРСР, 1958, реж. Юзеф Хмельницький) — екранізації оперети Імре Кальмана «Принцеса цирку». Отс показав свого героя Етьєна Верде особистістю бездоганної честі, гідності, мужності, аристократом духу, людиною тонкої та романтичною душевної організації. Фільм мав величезний успіх, після його виходу арія Містера Ікс стала поширеною у співаків-баритонів, а оперета Кальмана «Принцеса цирку» увійшла до репертуарів практично всіх музично-драматичних театрів СРСР.
На естраді Отс співав головним чином пісні героїчної тематики, присвячені так званій «Великій вітчизняній» війні композиторів Е. С. Колмановського, А. Н. Долуханян. Одна з найвідоміших його пісень — «Чи хочуть Росіяни Війни» (Є. С. Колмановського и Є. А. Євтушенко). Витончено й довірливо Отс співав ліричні пісні Е. С. Колмановського, М. І. Блантера, Б. А. Мокроусова та ін. Крім того, Отс мав великий камерний репертуар. Георг Отс співав 20 мовами. Крім російської, естонської, німецької, фінської, французької та італійської, якими він володів, Отс співав українською, литовською, латиською, татарською, вірменською, молдовською, сербохорватською, албанською, угорською, румунською, іспанською, англійською, монгольською та іншими мовами.
Особиста скромність, шляхетність, елегантність і витонченість Отса були настільки щирими, що ні за його життя, ні після смерті не з'явилося жодної знущальної пародії на нього.
Георг Отс іноді виступав в дуеті зі своїм батьком Карлом Отсом. Карл Хансович володів міцним дзвінким лірико-драматичним тенором, який лунав свіжо і потужно навіть у похилому віці. Голоси батька і сина чудово поєднувалися за тембром.

### Фільмографія
- 1951 — Світло в Коорді
- 1958 — Містер Ікс, за сюжетом оперети І.Кальмана
- 1960 — Випадкова зустріч
- 1960 — Демон (фільм-опера)
- 1964 — Повернена музика
- 1964 — Коли пісня не закінчується (фільм-концерт)
- 1969 — Викрадення (фільм-концерт)
- 1969 — Остання реліквія (пісні до фільму)
- 1972 — Кола Брюньон, за сюжетом опери Д.Кабалевського

## Фільми про Георга Отса
- Документальний фільм «Лицар музики» (1976, реж. Маті Пильдре)
- Документальний фільм «Людина без маски. Георг Отс» (Телеканал «Росія», 2006; режисери: Микола Брусенцев, Віра Водинскі, Сергій Костін)
- Художній фільм «Георг» (2007, режисер Пеетер Сімм).

## Нагороди та звання
- Сталінська премія другого ступеню (1950) — за виконання головної партії в оперному спектаклі «Євгеній Онєгін» П. І. Чайковського.
- Сталінська премія третього ступеня (1952) — за виконання ролі в фільмі «Світло в Коорді».
- Заслужений артист Естонської РСР (1953).
- Народний артист Естонської РСР (1956)[6].
- Народний артист СРСР (1960).
- Державна премія СРСР (1968).
- Державна премія Естонської РСР (1975)[7].
- Орден Леніна.
- Орден Трудового Червоного Прапора (1956).
- Орден «Знак Пошани» (1950).

## Пам'ять про Георга Отса

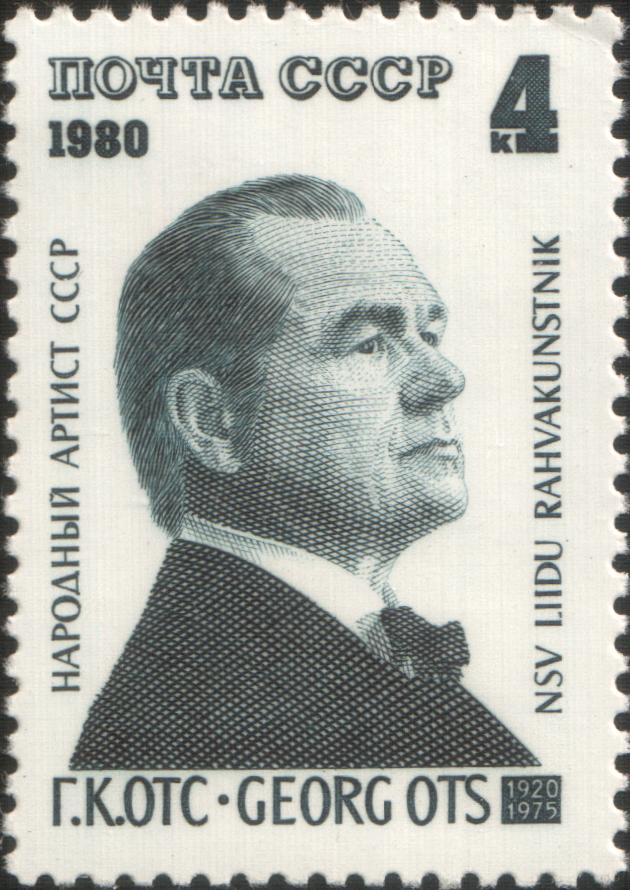
Поштова марка СРСР, 1980рік: Народний артист СРСР Г. К. Отс.

- Іменем Отса пойменована вулиця в центрі Таллінна, на якій знаходяться Естонський драматичний театр та Національна опера «Естонія».
- Ім'я Георга Отса носить Талліннське музичне училище.
- Іменем Георга Отса названа вулиця в місті Кривий Ріг (Дніпропетровська область, Україна).
- «Георг Отс» — пасажирське судно, що курсувало в 1980—2000 роках між Таллінном й Гельсінкі, а з 2002 року — між Санкт-Петербургом та Калінінградом, згодом продано закордон та перейменовано.
- До 90-річчя з дня народження співака державне підприємство «Естонська пошта» (ест. Eesti Post) випустило спеціальний комплект поштових марок, а Національна опера «Естонія» в співробітництві з Естонською державною корпорацією телерадіомовлення підготувала DVD «Георг Отс — легенда Естонії».
- У містах Дніпро та Кривий Ріг є вулиці Георга Отса.

## Виноски
1. 1 2  Отс Георг Карлович // Большая советская энциклопедия: [в 30 т.] / под ред. А. М. Прохорова — 3-е изд. — Москва: Советская энциклопедия, 1969.
2. 1 2  Person Profile // Internet Movie Database — 1990.
3. 1 2 3 4 5 6  Eesti spordi biograafiline leksikon
4. ↑  Некрополь
5. 1 2 3  Георг Отс — Биография
6. ↑  Отс Георг Карлович — Биографии известных людей. Архів оригіналу за 8 березня 2012. Процитовано 9 листопада 2011.
7. ↑  http://patefon.knet.ru/stars/ots.htm